# Trinomys
Trinomys — рід гризунів родини щетинцевих. Усі види цього роду мешкають у Бразилії вздовж атлантичного узбережжя, хоча діапазон поширення деякі простягається доволі далеко вглиб континенту. Раніше цей рід розглядався як підрід Proechimys.  Хвіст становить від 86% до 106% від довжини голови і тіла. Спинний покрив характеризується безліччю довгого, жорсткого охоронного волосся, яке може бути голкуватим або м'яким. Спина червонувато-коричнева.

## Систематика
Рід Trinomys
1. Вид Trinomys albispinus
2. Вид Trinomys dimidiatus
3. Вид Trinomys eliasi
4. Вид Trinomys gratiosus
5. Вид Trinomys iheringi
6. Вид Trinomys mirapitanga
7. Вид Trinomys moojeni
8. Вид Trinomys paratus
9. Вид Trinomys setosus (у т. ч. Trinomys myosuros)
10. Вид Trinomys yonenagae